# 根布利
根布利（Kampli）是印度卡纳塔克邦貝拉里縣的一个城镇。总人口35386（2001年）。

## 人口
该地2001年总人口35386人，其中男性17803人，女性17583人；0—6岁人口4751人，其中男2392人，女2359人；识字率55.49%，其中男性为65.25%，女性为45.60%。